# Elaphoglossum imthurnii
Elaphoglossum imthurnii är en träjonväxtart som beskrevs av Vladimír Joseph Krajina. Elaphoglossum imthurnii ingår i släktet Elaphoglossum och familjen Dryopteridaceae. Inga underarter finns listade.